# Samtskhé
Samtskhé és una regió de Geòrgia, el centre de la qual era la ciutat de Akhaltsikhé, situada a l'oest del Kartli, a l'Est de Gúria; al sud d'Imerétia i al nord de la Xavxètia'. Governada per mtavaris (grans senyors regionals) va gaudir de més o menys autonomia segons la política del país. El 1465 arribà a ser independent de fet fins al 1535.
Amb la divisió del regne de Geòrgia el 1247, Samtskhé va quedar com a part de Geòrgia oriental amb el rei David VI Ulu. L'augment insuportable dels impostos va provocar la revolta de David VI Ulu el 1260 contra els mongols (Geòrgia depenia del kanat dels Il-kan, essent kan Hulagu, net de Gengis Khan), els quals enviaren un exèrcit. Els feudals mongols no van sostenir al rei; només Sargis Djakèli de Samtskhé va restar al seu costat. Aquest va guanyar la primera batalla, però la batalla principal va ser per als mongols, encara que amb tantes pèrdues que es van retirar. El 1261 van enviar un nou exèrcit sota el comandament d'Argun. El rei havia passat a Samtskhé i els mongols van anar cap allí i van devastar la regió però no van poder ocupar la fortalesa de Samtskhé-Tsikhis Djvari, i es van retirar. Però la resistència ja no es podia mantenir i el rei i Sargis van passar a Geòrgia occidental. Algun temps després, van retornar a Geòrgia oriental i van ser perdonats per l'il-kan i restablerts, però David i Sargis es van enemistar i aquest últim va perdre el Samtskhé que els mongols van convertir en un domini directe del kan. Així va restar un temps però cap al 1300 el territori torna a estar en mans dels Djakèli.
El 1461 l'atabek de Samtskhé, Kvarkare I Djakéli es revolta i venç al rei Giorgi VIII de Geòrgia. El 1465 Kvarkare Djakéli torna a derrotar el rei al llac Pharavani i el fa presoner. Giorgi fou alliberat el 1466, però els senyors de Kartli ja no el van reconèixer. De fet el Samtskhé restarà com un principat independent des del 1465. Al primer mthavari (gran senyor) i atabek de Samtskhé, Kvarkare I Djekéli el va succeir Mzetchabouki Djkéli que cap al 1530 va permetre als otomans passar cap a Imerècia a través dels seus país..
El 1535 el nou mthavari Kvarkare II Djekéli va ser derrotat per Bagrat III d'Imerècia que va annexionar el país al seu regne.
Cap al 1545 el Samtskhé va caure en poder dels otomans i els següents mtavaris van restar supeditats a l'Imperi Otomà. Vers el 1581 el mtavari Manuchar II, que s'havia convertit a l'islam, va ajudar el rei Simó I de Kartli, reinstal·lat al tron de Kartli pels perses, contra els otomans. Els otomans van voler detenir Manutchar que es va escapar i el país es va revoltar. Finalment els otomans van retenir el territori però el rei de Kartli només havia de pagar tribut a l'Imperi i es salvava de la conquesta.
El 1590 el Samtskhé ara anomenat Samtskhé-Saatabago (que vol dir "Terra del atabek de Samtskhé) va ser dividit en vuit sandjaks (entitats administratives dels otomans): Akhaltsikhé, Kherthvissi, Akhalkalaki, Tchildiri, Photskhovi, Petra, Phanaki i el gran Artaani, i s'inicià la islamització de la regió. Els djakélis (nobles) van retornar a dominar el país i després sempre van ser fidels vassalls del soldà i duien els títols turcs de paixà d'Akhaltsikhé i beglerbegi de Tchildiri.

## Atabegs de Samtskhé (Djakéli o Jageli)
- Sargis I Djakéli cap al 1266-1285
- Beka Djakèli cap al 1285-1309
- Sargis II 1309-1334
- Kvarkare I Djakèli 1334-1361
- Beka II 1361-1391
- Kvarkare II Djakéli 1451-1466
- Manuchar I Djakèli 1475-1487
- Kvarkare IV Djakèli 1516-1535
- Khaikhusru I Djakèli 1500-1502
- Kaikhushru II Djakéeli 1545-1573
- Kvarkare V Djakèli 1583-1581
- Manuchar II, 1581-1614
- Altres
- Aslan Pasha 1659-1680